# Loïc de Kergret
Loïc de Kergret est un ancien joueur français de volley-ball né le 20 août 1970 à Paris. Il mesure 1,93 m et joue passeur. Il totalise 249 sélections en équipe de France.

## Biographie
Depuis sa retraite sportive en 2011, il ouvre une Rhumerie sur l’Ile de Ré.

## Clubs
| Club                      | De        | À         |
| ------------------------- | --------- | --------- |
| Racing Club de France     | 1989-1990 | 1990-1991 |
| AS Cannes                 | 1991-1992 | 1991-1992 |
| Racing Club de France     | 1992-1993 | 1992-1993 |
| Grenoble UC               | 1993-1994 | 1993-1994 |
| Avignon Volley-Ball       | 1994-1995 | 1994-1995 |
| Montpellier UC            | 1995-1996 | 1998-1999 |
| Asystel Milan             | 1999-2000 | 1999-2000 |
| Domino Palerme            | 2000-2001 | 2000-2001 |
| AS Cannes                 | 2001-2002 | 2001-2002 |
| Tours Volley-Ball         | 2002-2003 | 2006-2007 |
| Nefthianik Oufa           | 2007-2008 | 2007-2008 |
| Dynamo Yantar Kaliningrad | 2008-2009 | 2008-2009 |
| Tours Volley-Ball         | 2009-2010 | 2010-2011 |

## Palmarès
- Championnat d'Europe
  - Finaliste : 2003
- Ligue des champions (1)
  - Vainqueur : 2005
  - Finaliste : 2007
- Championnat de France (2)
  - Champion : 2004, 2010
  - Finaliste : 2003, 2006, 2011
- Coupe de France (5)
  - Vainqueur : 2003, 2005, 2006, 2010, 2011
- Supercoupe de France (1)
  - Vainqueur : 2005
  - Perdant : 2004, 2006